# Scott Foster (Schiedsrichter)

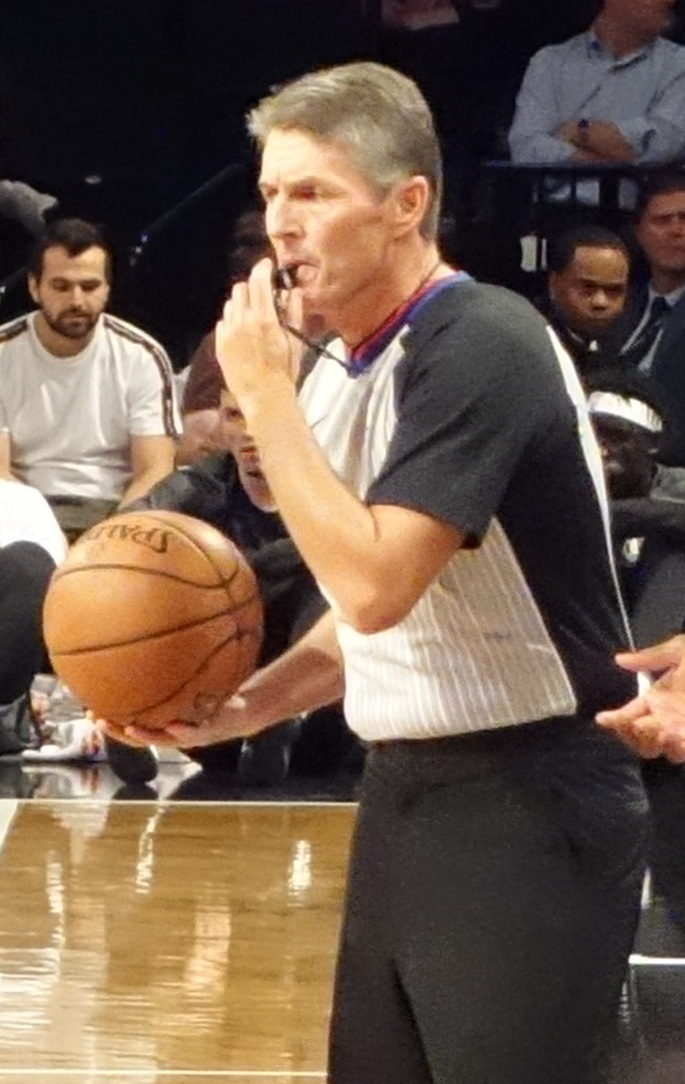
Scott Foster im Oktober 2018

Scott Foster (* 8. April 1967 in Silver Spring, Maryland) ist ein US-amerikanischer Schiedsrichter im Basketball, der seit dem Jahr 1994 in der NBA tätig ist. Er trägt die Uniform mit der Nummer 48.

## Karriere

### College-Basketball
Vor dem Einstieg in die professionellen Basketballwettbewerbe arbeitete er zwei Jahre als College-Basketballschiedsrichter in der Southern Conference und der Big South Conference.

### Continental Basketball Association
Zunächst arbeitete er für zwei Jahre als Schiedsrichter in der Continental Basketball Association.

### National Basketball Association
Foster begann im Jahr 1994 seine NBA-Schiedsrichterlaufbahn beim Spiel der Charlotte Hornets gegen die Orlando Magic.

### Trivia
Umfragen ergaben, dass er unter Spielern und Fans als schlechtester Schiedsrichter der NBA gilt.